# Jerker Sagfors
Jerker Sagfors, född 1971, är en svensk poet. Han har utgett fyra diktsamlingar: Apogeum (2002), Grön, grön (2007), De döda kommer från Karelen (2015) och Att lämna sitt hus (2021) Våren 2015 mottog han ett stipendium ur Stina och Erik Lundbergs stiftelse från Svenska Akademien.
Sagfors är grundare till Poesiföreningen Dekadans och en av arrangörerna till Trollhättans poesifestival.